# جيه إف-17 ثاندر

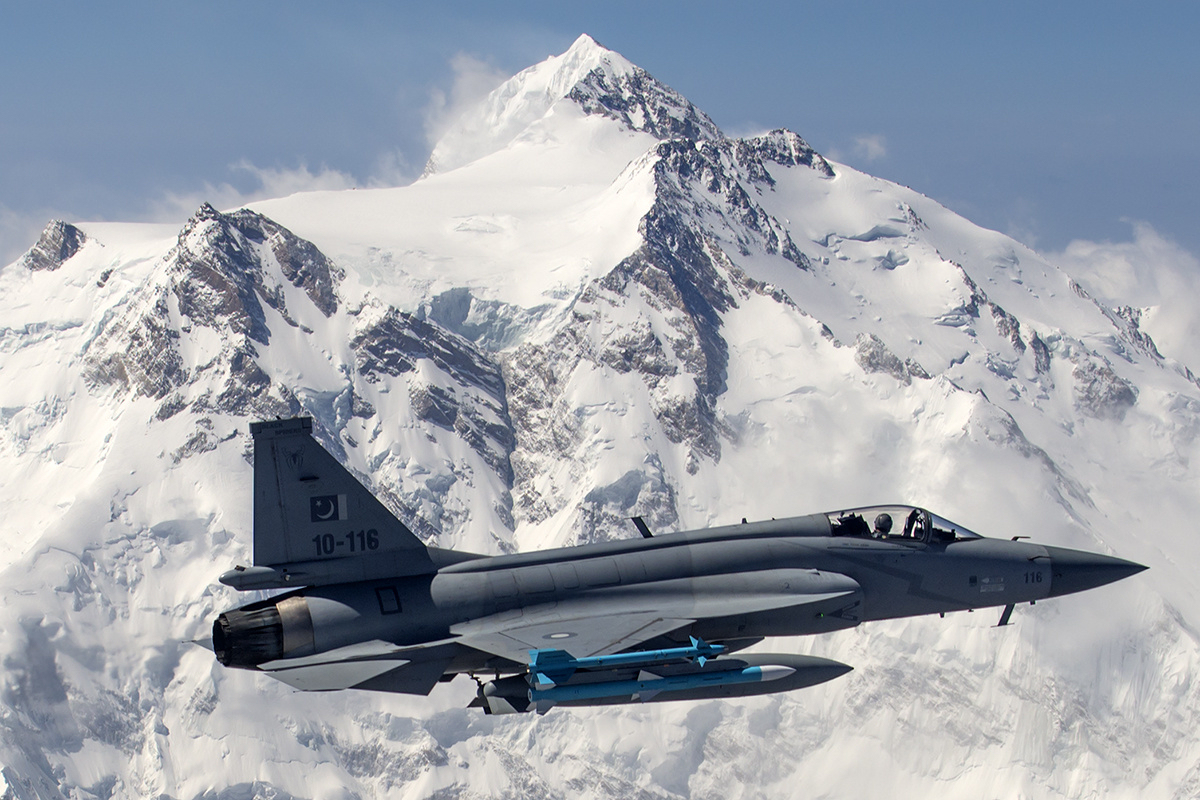
طائرة جاى إف-17 ثاندر تابعة للقوات الجوية الباكستانية تحلق أمام جبل نانجا باربات الذي يبلغ ارتفاعه 8.12 كم.

جاى إف - 17 ثاندر (بالإنجليزية: JF-17 Thunder)‏ سميت بذلك اختصارًا ل(Joint Fighter-17) في باكستان أو إف سى - 1 شياو (بالإنجليزية: FC-1 Xialong)‏ اختصارًا ل(Fighter China-1 في الصين. هي طائرة مقاتلة متعددة المهام خفيفة الوزن، أحادية المحرك. صممت أساسًا لتلبية احتياجات القوات الجوية الباكستانية، فهي رخيصة الثمن، حديثة، ومتعددة المهام. وسوف تستبدل باكستان بها أسطولها الضخم من طائرات تشنغدو جيه-7 وميراج الثالثة والخامسة. ومن الممكن أيضًا أن تصدر لدول أخرى بسبب هذه المميزات. فهي تعتبر أرخص من المقاتلات الغربية.
وقعت الصين وباكستان عقدًا في عام 1999 لتصميم طائرة تسمى FC - 1/Super وكان العمل بطيئًا لصعوبة الحصول على حزمة إلكترونيات الطيران والردارات اللازمة من أوروبا. ولكن تم تصميم جسم الطائرة بدون الإلكترونيات اللازمة في عام 2001. بعد ذلك تم تصميم الطائرة بالكامل وتم أول تحليق لها في عام 2003 ثم تم تسميتها في باكستان باسم JF-17 Thunder. وعدل التصميم في عام 2006 وبدأت تجرى عمليات تحليق تجريبية في عام 2007 وتم تسليم أول سرب منها وكان عبارة عن 14 طائرة إلى باكستان في 18 فبراير 2010.

## التصميم

### الهيكل
بنى هييكل الطائرة من الأساس من سبائك الأولومنيوم. وعلى الرغم من أنه تم وضع خطط لتقليل وزن الطائرة عن طريق استخدام مواد مركبة إلا أنه تم استخدام سبائك الألومنيوم وأيضًا التياتنيوم في بعض المناطق المهمة في جسم الطائرة. والعمر الافتراضي للهيكل هو 4000 ساعة طيران أو 25 عاما.
الأجنحة مثبتة من منتصف جسم الطائرة وهي تشبه الشكل دلتا. ومزودة بمجموعة من الملحقات التي تولد دوامة لديها القدرة على توفير المزيد من الدفع لرفع أجنحة الطائرة خلال المناورات القتالية.

### الإلكترونيات الطيران
تستخدم الطائرة حزمة من البرمجيات مكتوبة في أكثر من مليون سطر من التعليمات.كتبت باستخدام لغة سى بلس بلس المدنية فهي تتيح مجموعة أكبر من التطبيقات لاستخدامها. تحتوى قمرة القيادة على نظام طيران إلكترونى ونظام لعرض المعلومات أمام الطيار على زجاج قمرة القيادة. تحتوى أيضا على نظم اتصالات فيمكنها أن تصبح جزء من شبكة عسكرية لجمع المعلومات وتركيز الهجمات على الهدف.

## المواصفات

### الصفات العامة
- الطاقم: 1.
- الطول: 14 متر.
- المسافة بين الجناحين: 9.45 متر.
- الارتفاع : 4.77 متر.
- مساحة الأجنحة: 24.4 متر².
- الوزن فارغة: 6,411 كجم.
- الوزن محملة: 9,100 كجم.
- أقصى وزن: 12,700 كجم.
- سعة الوقود الداخلية: 2300 كجم

### الأداء
- السرعة القصوى: ماخ 1.8 (2205 كيلومتر/ساعة).
- المدى: 3480 كيلومتر.
- أقصى ارتفاع: 16920 متر.
- النسبة دفع-وزن: 0.95

### التسليح
- مدفع 23 مم

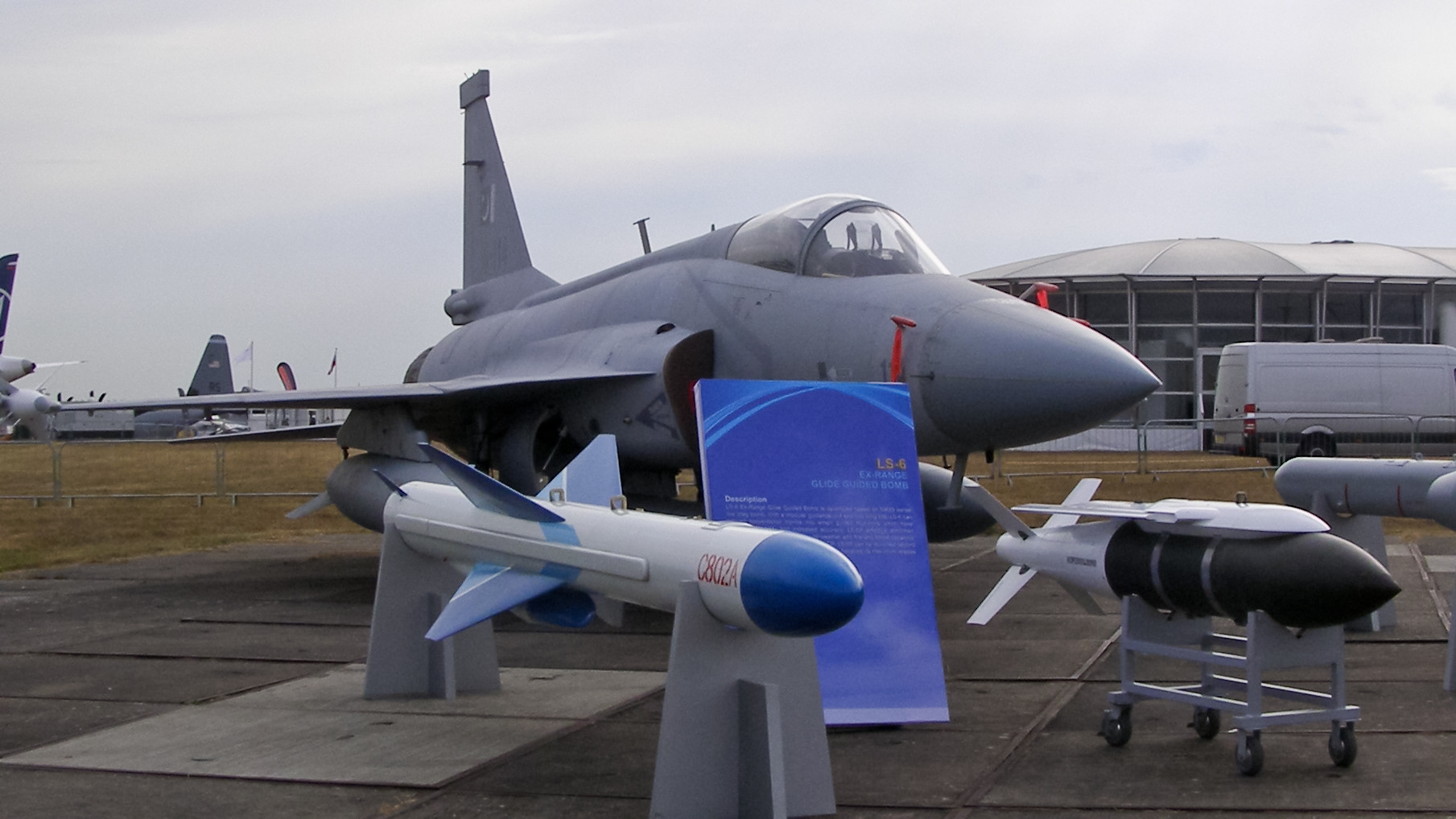
JF17 في 2010 مع عرض أسلحة لها

- حوالي 3629 كجم من الأسلحة جو-جو وجو-أرض يمكن حملها على سبع نقاط تعليق
- خزانات الوقود الإضافية: يمكن حمل ثلاث خزانات إضافية (واحد تحت جسم الطائرة سعة 800 لتر واثنين تحت الأجنحة سعة 800-1100 لتر)

## المشغلون
باكستان

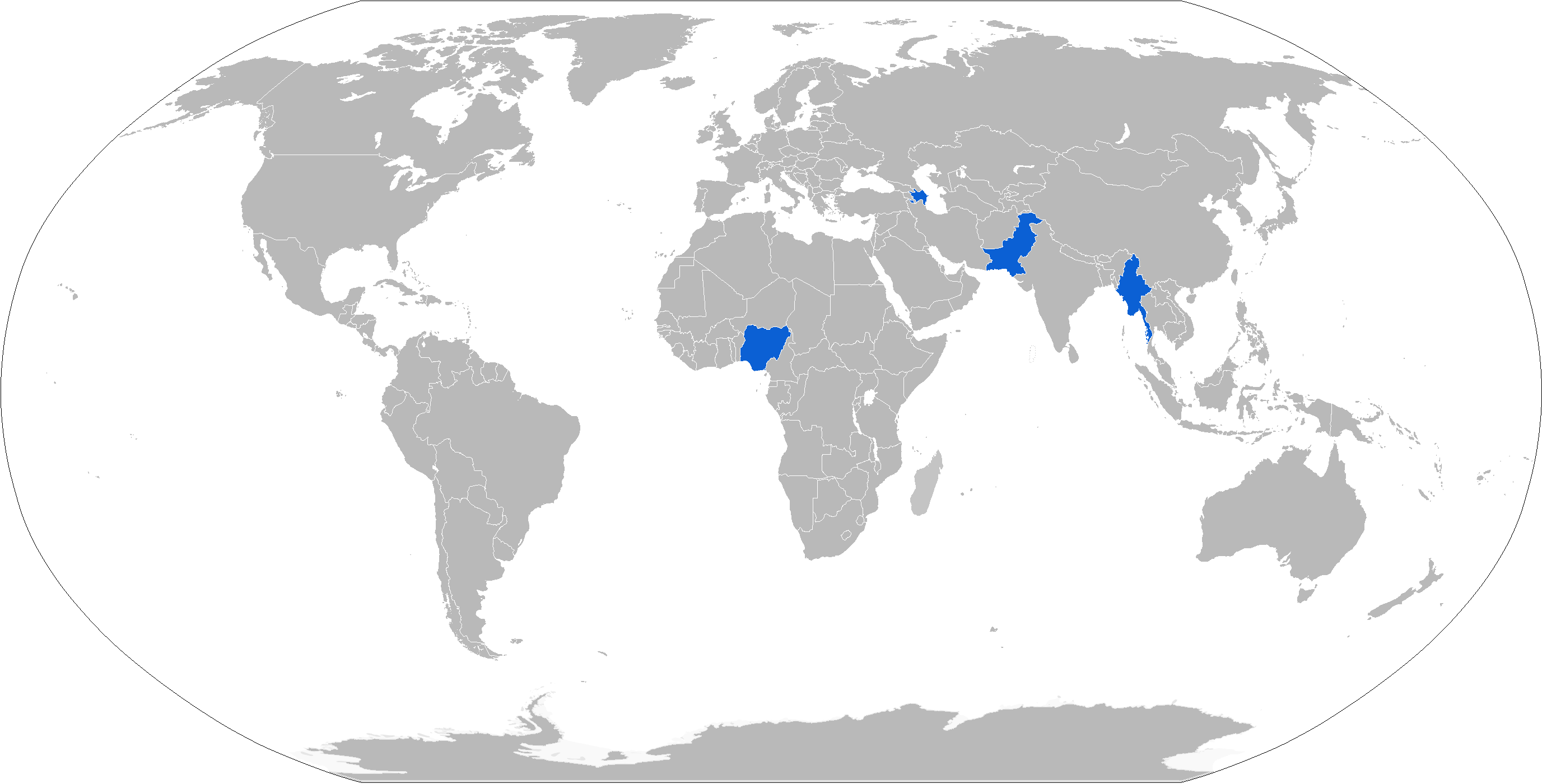
الدولة المشغلة.

- القوات الجوية الباكستانية: تم تسليم 161 طائرة، و156 طائرة عاملة، و27 طائرة تحت الطلب.[2][3][4][5]

 أذربيجان
- القوات الجوية الأذرية: 16 تحت الطلب.[6]

 ميانمار
- تم تسليم 13، 3 تحت الطلب.[7][8]

 نيجيريا
- 3 تم تسليم[9][10]